# Ladislav Sokolovački
Ladislav Sokolovački falu Horvátországban Kapronca-Kőrös megyében. Közigazgatásilag Sokolovachoz tartozik.

## Fekvése
Kaproncától 16 km-re délnyugatra, községközpontjától 7 km-re délre fekszik.

## Története
1857-ben 201, 1910-ben 267 lakosa volt. Trianonig Belovár-Kőrös vármegye Kaproncai járásához tartozott. 2001-ben a falunak 131 lakosa volt.

## Külső hivatkozások
Sokolovac község hivatalos oldala